# Фавари-Аватанеј (Торино)
Фавари-Аватанеј је насеље у Италији у округу Торино, региону Пијемонт.
Према процени из 2011. у насељу је живело 1067 становника. Насеље се налази на надморској висини од 246 м.